# Stefan Żabicki
Stefan Józef Żabicki (ur. 20 sierpnia 1895 w Augustowie, zm. 20 września 1939) – kapitan administracji Wojska Polskiego, w kampanii wrześniowej dowódca ataku na niemiecką obsadę mostu na rzece Wieprz w Łęcznej zakończonego zwycięstwem.

## Życiorys
Urodził się w rodzinie Józefa i Elżbiety z Malickich. We wrześniu 1934 został przeniesiony do Korpusu Kadetów Nr 3 w Rawiczu. W 1938 był już przeniesiony do korpusu oficerów administracji, grupa administracyjna.
18 września 1939, po wycofaniu się Niemców z Łęcznej, jako najstarszy stopniem objął dowództwo nad niedobitkami polskich oddziałów znajdujących się w rejonie tego miasta. 20 września, w walkach o most na rzece Wieprz został ranny i wkrótce potem zmarł w szpitalu polowym w Łęcznej. Pochowany został na miejscowym cmentarzu w zbiorowej mogile.
W 1989 jego imieniem nazwano jedną z ulic w Łęcznej (wówczas: Wincentego Pstrowskiego).

## Ordery i odznaczenia
- Medal Niepodległości – 2 sierpnia 1931 „za pracę w dziele odzyskania niepodległości”[3]
- Srebrny Krzyż Zasługi – 1938[2]
- Medal Pamiątkowy za Wojnę 1918-1921 „Polska Swemu Obrońcy”
- Medal Dziesięciolecia Odzyskanej Niepodległości
- Brązowy Medal za Długoletnią Służbę